# ベレグアルド
ベレグアルド（伊: Bereguardo）は、イタリア共和国ロンバルディア州パヴィーア県にある、人口約3,100人の基礎自治体（コムーネ）。

## 地理

### 位置・広がり
パヴィーア県北部に位置する。県都パヴィーアから北西へ13km、州都ミラノから南南西へ26km、ノヴァーラから東南東へ38kmの距離にある。市域はティチーノ川左岸（北岸）に広がる。

#### 隣接コムーネ
隣接するコムーネは以下の通り。括弧内のMIはミラノ県所属を示す。
- ボルゴ・サン・シーロ
- モッタ・ヴィスコンティ (MI)
- トッレ・ディーゾラ
- トリヴォルツィオ
- トローヴォ
- ヴィジェーヴァノ
- ゼルボロ

### 気候分類・地震分類
気候分類では、zona E, 2619 GGに分類される。
また、イタリアの地震リスク階級 (it) では、zona 3 (sismicità bassa) に分類される
。

## 交通

### 道路
市街の東をミラノとジェノヴァを結ぶアウトストラーダ A7が走っており、ベレグアルドのジャンクションでパヴィーアに向かうアウトストラーダ A53が分岐する。ベレグアルドのジャンクションは、実際には隣接するトッレ・ディーゾラの市域内にあり、ベレグアルド市域に限ればその南東部をA7が南東部を通過するのみである。
- アウトストラーダ A7
〔ミラノ〕 - ベレグアルドJCT - 〔ジェノヴァ〕
- アウトストラーダ A53
ベレグアルドJCT - 〔パヴィーア〕